# Tommy Tuomikoski
Wilfred "Tommy" Tuomikoski, född 27 april 1907 i Quincy, Massachusetts, död 29 november 1937 i Quincy, var en amerikafinländsk klarinettist och saxofonist.
Tuomikoski föddes av finländska föräldrar i USA och kom till Finland med det inom finska musikhistorien legendariska fartyget S/S Andania 1926. Tuomikoski blev klarinettist och saxofonist i orkestrarna Zamba och Ramblers och var den som tillsammans med Ramblers utvecklade den moderna musiken i Finland. I jazzinspelningen Muistan sua, Elaine med Ramblers från 1932 hörs Tuomikoski inta två långa solon. Åren 1933–1935 spelade han med Dallapé och grundade sedan egna saxofonkvartetter. Oväntat beslöt sig Tuomikoski för att återvända till USA, vilket han gjorde 1935.